# Felicity Okpete Ovai
Felicity Okpete Ovai (sinh năm 1961) là một kỹ sư và học giả từ Degema, Rivers State ở Nigeria. Là thành viên của Đảng Dân chủ Nhân dân Rivers, bà là người phụ nữ đầu tiên được bổ nhiệm làm Ủy viên Công trình, phục vụ từ năm 2003 đến 2006.

## Giáo dục
Ovai đã hoàn thành chương trình giáo dục trung học của mình tại trường trung học Holy Rosary (nay là Cao đẳng Holy Rosary) ở Port Harcourt. Bà đã nhận bằng Cử nhân Kỹ thuật Nông nghiệp của Đại học Khoa học và Công nghệ Bang Rivers và bằng Thạc sĩ Kỹ thuật Cơ khí của Đại học Port Harcourt.

## Nghề nghiệp
Ovai đã giữ nhiều vị trí trách nhiệm khác nhau ở Rivers State. Bà từng là Ủy viên phụ nữ đầu tiên của Hội đồng điều hành bang Rivers từ năm 2003 đến 2006. Khi còn đương chức, bà giám sát việc khởi công một số dự án xây dựng đường bộ ở bang này, bao gồm cả công việc trên con đường nối liền với Ogoni, Andoni và Opobo [Nkoro nói chung đã đặt tên cho Unity Road với tổng trị giá khoảng 11,8 tỷ Yên.
Vào ngày 2 tháng 12 năm 2006, có thông tin rằng Okpete Ovai cùng với Shedrack Akalokwu, Cố vấn đặc biệt của Thống đốc Peter Odili và Wilson Ake, một thành viên của Hạ viện đã bị Đảng Dân chủ Nhân dân xóa bỏ trong cuộc bầu cử sơ bộ tại Thượng viện Sông Tây.
Vào tháng 2 năm 2016, Ovai đã được Thống đốc Ezenwo Nyesom Wike bổ nhiệm làm thành viên của Cơ quan Bảo trì và Phục hồi Đường bộ Tiểu bang Rivers. Bà cũng là thành viên của nhiều cơ quan chuyên môn khác nhau, như Hiệp hội kỹ sư Nigeria, Viện kỹ sư cơ khí và Hiệp hội kỹ sư nông nghiệp.